# Connor Fields
Connor Fields, född den 14 september 1992 i Plano, Texas, är en amerikansk tävlingscyklist.
Han tog OS-guld i BMX i samband med de olympiska tävlingarna i cykelsport 2016 i Rio de Janeiro..